# Creu de Guerra (Luxemburg)
La Creu de Guerra (francès: Croix de Guerre, alemany: Kreigskreuz) és una decoració militar de Luxemburg. Va ser creada el 17 d'abril de 1945 per la Gran Duquessa Carlota I de Luxemburg. La Creu de Guerra s'atorga per reconèixer un servei militar, així com actes de valentia. La medalla sovint s'anomena Croix de Guerre luxemburguesa, en francès, ja que aquest idioma és un dels tres oficials al petit país europeu.
Luxemburg va atorgar la Creu de Guerra a ciutadans luxemburguesos i a membres dels exèrcits del bàndol aliat per actes de particular valentia o valor durant l'alliberament de Luxemburg en el transcurs de la Segona Guerra Mundial. La Creu de Guerra també pot ser atorgada a unitats senceres. La Creu de Guerra luxemburguesa fou una de les condecoracions més difícils d'aconseguir per part de les tropes aliades a causa de les poques operacions militars que s'hi desenvoluparen, en contrast de les campanyes desenvolupades a Bèlgica, França o Alemanya.

## Creu de Guerra 1940–1945
La Creu de Guerra 1940–1945 fou establerta l'abril de 1945 per la Gran Duquessa Carlota I de Luxemburg. Aquesta condecoració va premiar a les forces armades i organitzacions paramilitars que van distingir-se durant la Segona Guerra Mundial. Militars estrangers també podien ser premiats amb aquest distintiu.
La medalla és una creu de bronze fosc amb disseny de Creu patent. La creu té a la part superior la corona gran ducal. Al davant hi té impresa una gran lletra C coronada. Al revers hi ha la data 1940. La creu té entrecreuades espases, que apunten cap amunt, també fetes de bronze fosc. La cinta de la Creu de Guerra és del blau de Nassau, amb tres ratlles de groc-taronjós equidistants des del centre. Les vores són també de color groc-taronja.
Durant aquest període es van atorgar 1.473 Creus de Guerra repartides en individus de les següents nacionalitats:
- 506 a luxemburguesos
- 778 a estatunidencs
- 86 a belgues
- 67 a francesos
- 35 a anglesos
- 1 a neerlandesos

## Creu de Guerra 1951
La Creu de Guerra 1951 va ser instituïda el maig de 1951. Aquesta condecoració és concedida a aquells membres de l'exèrcit de Luxemburg i d'organitzacions paramilitars que s'han distingit per actes de valentia i coratge. Es concedeix de manera pòstuma. També es pot concedir a estrangers. La Creu de Guerra 1951 es va establir per permetre al govern de Luxemburg reconèixer el serveis realitzats en el transcurs de la Guerra de Corea, així com en futurs conflictes.
La Creu de Guerra 1951 és igual que la de 1940–1945, amb l'excepció del revers. En lloc de la data 1940, l'espai està ocupat per un ram de fulles de roure.

## Receptors (selecció)
- George S. Patton, general de l'Exèrcit dels Estats Units d'Amèrica
- Bernard L. Montgomery, mariscal de camp de l'Exèrcit del Regne Unit
- Dwight D. Eisenhower, general de l'Exèrcit dels Estats Units d'Amèrica
- Émile Krieps, líder de la Resistència luxemburguesa
- Bernat de Lippe-Biesterfeld, príncep de la Casa dels Orange